# إسماعيل باشا البشناقي
إسماعيل باشا البشناقي (بالتركية: Boşnak İsmail Paşa)‏ هو سياسي عثماني، تولى منصب والي ودين.

## مناصبه
تولى المناصب التالية:
- والي ودين.